# Арредондо, Мануэль
Мануэ́ль Анто́нио де Арредо́ндо-и-Пелегри́н (исп. Manuel Antonio de Arredondo y Pelegrín; 1738, Барсена-де-Сисеро — 10 февраля 1822, Лима) — испанский судья, военный и колониальный чиновник в Перу и Эквадоре. В течение краткого времени занимал пост вице-короля Перу в 1801 году.
Мануэль Арредондо прибыл в Перу в 1779 году в качестве судьи в лимской аудиенции, он стал непосредственным свидетелем восстания Тупака Амару II, которое вспыхнуло на следующий год после его приезда.
После смерти в Лиме 19 марта 1801 года вице-короля Амбросио О'Хиггинса Арредондо был назначен временно исполнять обязанности вице-короля до прибытия Габриэля де Авильеса. В должности он пребывал до 5 ноября 1801 года.
Кроме восстания Тупака Амару, Арредондо также был вынужден столкнуться с революцией в Кито, которая вспыхнула в ответ на назначение Наполеоном своего брата Жозефа королём Испании. И хотя территория Кито не входила тогда в Перу (была частью вице-королевства Новая Гранада), вице-король Хосе Фернандо де Абаскаль направил на подавление восстания войска во главе с Мануэлем Арредондо. Арредондо подавил восстание и вошёл в Кито 24 ноября 1809 года, несмотря на своё обещание о помиловании, он жестоко расправился с мятежниками. Предыдущее правительство в Кито было восстановлено в правах.
Арредондо был дважды женат, его первую жену звали Хуана Хименес Михео и Лобасьон, ещё при её жизни у него началась связь с Хуаной Эрсе, женой богатого землевладельца Хуана Фульхенсио Апестиги, маркиза Торрехермоса. Овдовев, Арредондо обвинил мужа своей возлюбленной в связи со сторонниками независимости Перу, маркиз Торрехермос действительно поддерживал независимость Перу. По приказу вице-короля Абаскаля Торрехермос был арестован и выслан в Испанию где вскоре скончался. Вскоре после смерти маркиза Арредондо и Хуана Эрсе поженились, Арредондо удочерил её и маркиза детей. Вскоре обе дочери скончались, возможно, от отравления, в котором подозревали Арредондо, хотя этот факт и не был доказан. Вскоре умерла и его вторая жена из-за горя по умершим дочерям.
Мануэль Арредондо не оставил потомков, его титул наследовал его племянник, а имущество от второго брака, оставшееся от богатого землевладельца Торрехермоса, было конфисковано в пользу казны новыми властями после провозглашения независимости Перу в 1821 году.